# Après la pluie, le beau temps
Pour les articles homonymes, voir Après la pluie, le beau temps (homonymie).
Après la pluie, le beau temps est un roman de la comtesse de Ségur, édité en 1871.
Ce sont des personnages secondaires qui donnent tout l'intérêt à ce roman : 
- l'aspect tragique : le père aveugle aux défauts de son fils
- l'humour 
  - le domestique noir Ramoramor, totalement dévoué à sa petite maîtresse
  - La bavarde mademoiselle Primerose : elle est pleine de franchise et elle sait ce qu'elle veut, mais c'est surtout son penchant pour le bavardage qui en fait un personnage haut en couleur.

## Résumé

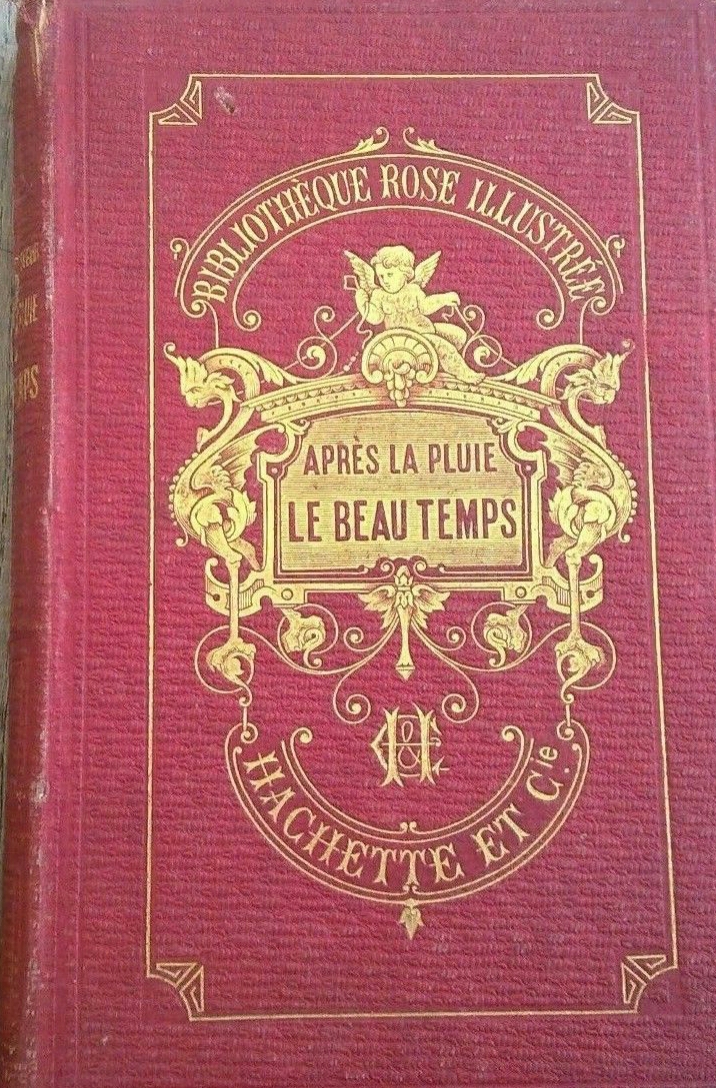
Après la pluie le beau temps (1871), Bibliothèque rose.

Geneviève et Georges sont deux enfants élevés ensemble. Georges est plein de défauts ; il pousse Geneviève à faire des bêtises et s'arrange pour la faire accuser. Celle-ci, très gentille, n'ose pas dénoncer Georges. Le père de Georges est le tuteur de Geneviève, et il est aveugle aux défauts de son fils.
Un domestique noir, du nom de Ramoramor mais qui est surnommé Rame, est totalement dévoué à la petite Geneviève. Ce personnage apporte beaucoup d'anecdotes pittoresques au roman.
Mademoiselle Primerose se rend compte de la faiblesse du père de Georges envers son fils et obtient que Geneviève aille chez elle au lieu de rester chez son tuteur.
Georges est placé dans un collège internat de jésuites, où il rejoint son cousin Jacques qui y est déjà interne. Le premier ne fait rien et se plaint en permanence ; il est renvoyé. Le second, lui, est très estimé par ses professeurs et garde un très bon souvenir de l'école.
Les trois enfants (Geneviève, Georges et Jacques) deviennent adultes. Le père de Georges espère que son fils va se marier avec Geneviève et bénéficier ainsi de l'argent qu'elle a hérité de ses parents.
Georges vole de l'argent chez son père et veut faire accuser Ramoramor, le domestique noir. Mais Geneviève a tout vu ; elle adore Ramoramor, toutefois elle n'ose accabler le père de Georges, en lui révélant que son fils est un voleur. Elle tombe malade à la suite de ce terrible dilemme. Elle retrouve sa santé péniblement.
Mademoiselle Primerose découvre la vérité, et en obtient même une preuve. Elle envoie un notaire au père, pour lui adresser un ultimatum : s'il ne renonce pas à ses droits de tuteur sur Geneviève, une plainte sera déposée auprès du procureur impérial, exposant la conduite infâme de son fils au vu et au su du monde entier. Le père doit céder. Son fils, furieux, quitte le domicile paternel en colère contre son père.
Jacques veut s'engager dans les zouaves pontificaux pour défendre le pape. Il épouse Geneviève avant d'y aller. Ramoramor s'engage avec lui. En 1867, dans la bataille de Mentana contre les troupes de Garibaldi, Ramoramor s'interpose volontairement entre Jacques et une balle de fusil. Les deux sont grièvement blessés, mais ils se rétablissent.
Georges Dormère, le fils indigne, meurt à Veracruz de la fièvre jaune, en demandant dans son délire à Geneviève de lui pardonner.
Le père de Georges meurt, léguant sa fortune à Jacques, le mari de Geneviève. Jacques était gêné d'épouser une femme plus riche que lui, mais avec cet argent, ce scrupule disparaît.

## Illustrateurs
Émile Bayard est le premier illustrateur de ce roman de la comtesse de Ségur, suivi entre autres d'André Pécoud, Dupuich, Jobbé-Duval.